# Momordica glabra
Momordica glabra är en gurkväxtart som beskrevs av Zimmermann. Momordica glabra ingår i släktet Momordica och familjen gurkväxter. Inga underarter finns listade i Catalogue of Life.